# Tachina angulata
Tachina angulata är en tvåvingeart som först beskrevs av Meijere 1924.  Tachina angulata ingår i släktet Tachina och familjen parasitflugor. Inga underarter finns listade i Catalogue of Life.